# Cleome fimbriata
Cleome fimbriata är en paradisblomsterväxtart som beskrevs av Vicary. Cleome fimbriata ingår i släktet paradisblomstersläktet, och familjen paradisblomsterväxter. Inga underarter finns listade i Catalogue of Life.